# Dao'an
Shi Dao'an (释道安, 312-385), éminent moine bouddhiste chinois, un pionnier, spécialiste des textes prajnaparamita. Originaire de l'actuelle province du Hebei, vivant sous la dynastie Jin, il dirigea une communauté sur le mont Taihangshan (太行山) puis fut actif à Xiangyang à partir de 366, jusqu'à ce que l'empereur Xiaowudi prît la ville en 378 et l'invitât à s'installer à Chang'an pour y diriger des traductions. 
Il compila la première bibliographie des soutras et commentaires déjà traduits et établit les règles de la vie monastique. Il créa la coutume aussi bien pour les moines que pour les moniales de porter le nom de famille du bouddha Shākyamouni, en chinois Shi (traduction phonétique simplifiée) jusqu'à aujourd'hui. Il prit la détermination d'aller au ciel Tusita après sa mort afin de suivre le grand bodhisattva Maitreya, le futur bouddha. 
Le célèbre moine Huiyuan qui fut le premier patriarche de l'école de la Terre pure a été son disciple.